# Ophiusa simplex
Ophiusa simplex là một loài bướm đêm trong họ Erebidae.